# Harry Blank
Harry Blank (* 17. September 1968 in Aichach) ist ein deutscher Schauspieler.

## Werdegang
Er studierte an der Neighborhood Playhouse School of the Theatre in New York City und beendete die Ausbildung mit einem Diplom. Zeitgleich begann er im Jahr 1990 für diverse Auftritte im Fernsehen und an Theatern zu arbeiten. Neben vielen Hauptrollen war er vor allem in vielen bekannten deutschen TV-Serien zu sehen, unter anderem in Unser Charly, Rosamunde Pilcher, Küstenwache, SOKO Leipzig, Die Rettungsflieger, Schlosshotel Orth, SOKO 5113, In aller Freundschaft, Forsthaus Falkenau, Meine wunderbare Familie und Klinik unter Palmen. Seit 2007 spielt er den „Mike Preissinger“ in der BR-Serie Dahoam is Dahoam.
Blank lebt in München.

## Diskografie
- 2007: Dahoam is Dahoam (Titelsong der Fernsehserie Dahoam is Dahoam)

## Filmografie

### Fernsehen
- 1995–1998: Aus heiterem Himmel (Fernsehserie, 4 Folgen)
- 1996: Fähre in den Tod
- 1997: First Love – Die große Liebe (Fernsehserie, Folge Der Sound fürs Leben)
- 1997–1998: Alphateam – Die Lebensretter im OP (Fernsehserie,  54 Folgen)
- 1998–1999: Anna und die Liebe (Fernsehserie, 3 Folgen)
- 1999: Rosamunde Pilcher (Fernsehreihe, Folge Rosen im Sturm)
- 2000–2016: SOKO 5113 (Fernsehserie, verschiedene Rollen, 4 Folgen)
- 2000: Club der starken Frauen – Die rote Meile (Fernsehserie, Folge Sexy Mama)
- 2001: Barbara Wood (Fernsehreihe, Folge Traumzeit)
- 2001: Jenny & Co. (Fernsehserie, 12 Folgen)
- 2001: Die Biester (Fernsehserie, 5 Folgen)
- 2002: Girlfriends (Fernsehserie, Folge Mobbing)
- 2002: Edel & Starck (Fernsehserie, Folge Eiertanz)
- 2002: Küstenwache (Fernsehserie, Folge Riskantes Glücksspiel)
- 2002: Da wo die Liebe wohnt
- 2003: Weißblaue Wintergeschichten (Fernsehserie, Folge Das Glück vom Dach/Schneetreiben)
- 2003: Klinik unter Palmen (Fernsehserie, 2 Folgen)
- 2003: Schlosshotel Orth (Fernsehserie, Folge Ein gut gemeinter Rat )
- 2003: Das bisschen Haushalt
- 2003: Ein Fall für zwei (Fernsehserie, Folge Doppeltes Spiel)
- 2004: SOKO Leipzig (Fernsehserie, Folge Herrenrunde)
- 2004, 2010: SOKO Wismar (Fernsehserie, verschiedene Rollen, 2 Folgen)
- 2004: Typisch Sophie
- 2005: Schlafsack für zwei
- 2005: Die Rettungsflieger (Fernsehserie, Folge Ins Leben zurück)
- 2006–2007: Stadt, Land, Mord! (Fernsehserie, 8 Folgen)
- 2007: Drei teuflisch starke Frauen – Eine für alle
- 2007: Drei teuflisch starke Frauen – Die Zerreißprobe
- seit 2007: Dahoam is Dahoam
- 2008–2009: Meine wunderbare Familie (Fernsehserie, 2 Folgen)
- 2008: Der Tag an dem ich meinen toten Mann traf
- 2009: Auf der Suche nach dem G.
- 2010: Inga Lindström (Fernsehreihe, Folge Zwei Ärzte und die Liebe)
- 2010: Kommissarin Lucas – Aus der Bahn
- 2012: Tatort – Der traurige König
- 2012: Rommel
- 2012–2015: Die Rosenheim-Cops (Fernsehserie, verschiedene Rollen, 2 Folgen)
- 2013: Donna Leon (Fernsehreihe, Folge Auf Treu und Glauben)
- 2022: Hubert ohne Staller (Fernsehserie, Folge Schützenkönig)
- 2023: Watzmann ermittelt (Fernsehserie, Folge Die Käseprinzessin)
- 2025: Der Bergdoktor (Fernsehserie, Folge Unverzeihlich)

### Kinofilme
- 2005: Die Wolke